# American Gypsy
American Gypsy was een Amerikaanse funkband uit Los Angeles.

## Bezetting
- Elout Smit (drums, 1977)
- Omar Dupree[3] (zang, 1978)
- Jetty Weels[4] (zang, 1978)
- Lisa Schulte[5] (zang, 1979)
- Steve Yellick (keyboards, 1981)
- Dennis Whitbread[6] (drums, 1981)
- Lisa Boray (zang)

- Steve Clisby[7] (gitaar, zang)
- Lorenzo Mills[8] (percussie, zang)
- Dale Harrell[9] (fluit, zang)
- Joe Skeete[10] (basgitaar)
- Ricardo James[11] (drums)
- Michael Hamane[12] (gitaar, zang)

## Geschiedenis
American Gypsy had hun grootste succes in Nederland. In 1974 hadden ze een top 10-hit in de single top 100 van de Nederlandse hitparade. De band trad op onder meerdere namen, zoals Blue Morning, Orpheus en Pasadena Ghetto Orchestra.

## Discografie
American Gypsy discografie

### Singles en ep's
- 1974: Angel Eyes - Inside Out (Philips Records)
- 1974: Lady Eleanor (Philips Records)
- 1974:	Angel Eyes (Philips Records)
- 1975:	Central Station / Ooh Why Not (Philips Records)
- 1974:	10,000 Miles (Chess Records)
- 1977:	Yo Yo (Negram)
- 1978:	Madmen's Discotheque / Water Boy (Chaplin Band / American Gypsy (7", single)) (Tonpress)
- 1979:	I'm O.K. You're O.K. (Philips Records)
- 1978:	Water Boy / We're The Winners (Of The Funk Wars) (Sonet)
- 1982:	You And I (Extended Version) (CBS Records)
- 1982:	No Hangups (7", Single) (Killroy)
- 1984:	The Champ (Break Records)
- 1984:	You're In My System (Break Records)
- 1991:	I'm O.K. You're O.K. / After Dark American Gypsy / Pattie Brooks (Unidisc)

### Albums
- 1974: Angel Eyes (Philips Records)
- 1981: Love Is A Hazard (Killroy Records)